# Abdelhak Zakaria
Abdelhak Zakaria, född 20 juli 1974, är en friidrottare från Bahrain. Han deltog vid olympiska sommarspelen 2004 och olympiska sommarspelen 2008.